# Лопес, Хуан Пабло
Хуан Пабло Лопес (исп. Juan Pablo López; 26 июня 1792, Санта-Фе — 27 июля 1886, Санта-Фе) — аргентинский военный и политик, брат лидера и генерала Эстанислао Лопеса и трижды губернатор Санта-Фе (1838—1842, 1845, 1856—1858).

## Биография

### Происхождение и первые шаги
Родился 26 июня 1792 года в Санта-Фе. Внебрачный сын капитана Хуана Мануэля Рольдана и младший брат бригадного генерала Эстанислао Лопеса. С юных лет сделал военную карьеру, присоединившись к роте Бланденгеса в феврале 1805 года, в тени своего отца и брата, служа и защищая северную границу провинции Санта-Фе от коренного народа Гран-Чако.
После Майской революции Хуан Пабло Лопес участвовал в походе генерала Мануэля Бельграно в Парагвай, в котором также участвовал его брат, но был взят в плен. Он был на стороне Бельграно в битвах при Парагуари и Такуари.
Он присоединился к Северной армии и сражался в битве при Сальте под командованием генерала Мануэля Бельграно и в битве при Ла-Флорида под командованием полковника Хуана Антонио Альвареса де Ареналеса. В ноябре 1814 года он был произведен в капитаны и стал старшим адъютантом Отдельного драгунского эскадрона. В ноябре 1815 года он получил звание первого лейтенанта второй роты первого батальона 12-го пехотного полка. Однако в конце того же года он подал заявление об увольнении из Северной армии и вернулся в родную провинцию.
Он поддержал федеральную революцию в Санта-Фе в феврале 1816 года, возглавляемую каудильо Мариано Верой и лейтенантом Эстанислао Лопесом (его братом), против оккупации Буэнос-Айреса армией наблюдения под командованием генерала Хуана Хосе Вьямонте. 15 ноября 1816 года он снова взялся за оружие, вступив в качестве кадета в Первую роту драгун Независимости (новое название бывшей роты Бланденге из Санта-Фе), должность, зарезервированная для сыновей офицеров. Таким образом, Хуан Пабло Лопес сражался на протяжении всей гражданской войны, которая терзала Санта-Фе до 1821 года. 1 сентября 1819 года, уже при правительстве своего брата Эстанислао, он был произведен в чин младшего лейтенанта -знаменосца своего уже упомянутого воинского подразделения. 1 февраля 1820 года он отличился в битве при Сепеде, сражаясь под командованием своего брата и получив звание лейтенанта прямо на поле боя. В 1821 году после поражения Франсиско Рамиреса, его брат повысил его до старшего помощника Первого эскадрона драгун независимости, и он отправился в Энтре-Риос, чтобы сражаться за губернатора Лусио Мансилью, победив Лопеса Хордана в любопытной битве между младшими братьями лидеров.
Последующие годы он провел в казармах и фортах, сражаясь с индейцами Чако, проявив себя как храбрый солдат и искусный гаучо. В 1823 году он был произведен в капитаны Первого эскадрона драгун Независимости. В 1825 году он был произведен в чин подполковника ополчения Санта-Фе и в чин старшего сержанта линейной кавалерии.
В 1829 году его брат Эстанислао Лопес отправился отражать вторжение в свою провинцию генерала Хуана Лавалье, делегировав политическое командование Педро Томасу де Ларречеа, а военное командование — командующему Хуану Пабло Лопесу. В следующем году, будучи военным командиром индейского форта Сан-Херонимо-дель-Саусе, он отразил вторжение индейцев Чако и был повышен до звания подполковника линейной кавалерии. В конце того же года он принял на себя командование военным округом Росарио.
Он участвовал в гражданской войне 1831 года против генерала Хосе Марии Паса, губернатора Кордовы, в качестве военного коменданта Росарио.
В ноябре 1832 года Хуан Пабло Лопес сопровождал своего брата Эстанислао в его походе против индейцев мокови под предводительством вождя Иносенсио, которые потерпели поражение. В это время подполковник Хуан Пабло Лопес был временно исполняющим обязанности главнокомандующего вооруженными силами провинции Санта-Фе.

### Первое правительство
В июне 1838 года умер его брат Эстанислао Лопес, губернатор Санта-Фе. На его место губернатором был назначен министр Доминго Каллен, однако полковник Хуан Пабло Лопес отказался это признать и удалился в провинцию Буэнос-Айрес.
Доминго Каллен вел переговоры с капитаном Луи Лебланом, который установил французскую блокаду Рио-де-ла-Плата, поэтому губернатор Буэнос-Айреса Хуан Мануэль де Росас и губернатор Энтре-Риоса Паскуаль Эчагуэ, поддержали Хуана Пабло Лопеса. Он вернулся в свою провинцию, обосновался в Росарио с войсками и оружием, предоставленными Росасом, и оттуда 18 сентября 1838 года выступил с революционной прокламацией против Каллена. 29 сентября того же месяца Доминго Каллен ушел с поста губернатора и бежал в Сантьяго-дель-Эстеро. Его сменил председатель Законодательного собрания Хосе Элиас Галистео, но полковник Хуан Лопес не признал это и двинулся в сторону столицы Санта-Фе. Возглавляя ополчение Росарио и при поддержке сил из Буэнос-Айреса и Кордовы, он подавил кратковременное сопротивление в битве при Эль-Тале (2 октября). Вскоре после этого он был избран губернатором (14 октября) и получил звание старшего полковника армии провинции Санта-Фе, эквивалентное званию генерала.
Первое, что пришлось сделать правительству, — это выступить с отрядом в 400 человек против примерно 1000 воинов племени Ранкель, вторгшихся на юг провинции. Там, вместе с полковником Иларио Лагосом, командующим северной границей провинции Буэнос-Айрес, который выступил с 400 ветеранами и 100 ополченцами против тех же самых индейцев из Рохаса, 22 декабря 1838 года он атаковал и разгромил ранкелесов около старого форта Лорето. В 1839 году он отправился в Энтре-Риос, чтобы бороться с вторжением генерала Хуана Лавалье, который после победы при Йеруа продолжил свой путь в Корриентес, который снова перешел на сторону антиросистов после революции, приведшей к власти лидера и бывшего губернатора бригадного генерала Педро Ферре. Лопес при успешной поддержке старшего сержанта Хасинто Андраде разгромил арьергард Лавалье под командованием генерала Энтре-Риоса Рикардо Лопеса Хордана и парагвайского полковника Патрисио Масиеля у ручья Бакакуа и на перевале Лас-Пьедрас. По приказу Лопеса Рикардо Лопес Хордан был взят в плен и отправлен в Буэнос-Айрес. Масиэля пытали, а затем расстреляли. После этих небольших побед Лопес переправился через реку Уругвай и взял город Белен, разграбил его и сжег несколько французских кораблей. Покинув ополчение Энтре-Риоса, сформированное им под командованием бывшего президента Уругвая Мануэля Орибе, прибывшего из Буэнос-Айреса с группой белых уругвайских вождей и офицеров, чтобы поддержать Лопеса, Лопес вернулся со своими войсками в Санта-Фе.
В мае 1840 года в Санта-Фе вторгся из Корриентеса бывший лидер Санта-Фе Мариано Вера, в то же самое время, когда Лавалье с 3500 людьми вторгся в Энтре-Риос, а оттуда в Буэнос-Айрес. Вера и его товарищ полковник Франсиско Рейнафе, последний представитель некогда могущественного клана Кордова, не имевший никакой поддержки, были разбиты и убиты Лопесом и майором Андраде в битве при Каясте.
Когда Хуан Лавалье, после поражения при Саусе-Гранде и изгнания из Энтре-Риос, продвигался по реке к Буэнос-Айресу, Хуан Пабло Лопес, при поддержке войск Росаса, двинулся с 1000 жителей Санта-Фе на юг, достигнув Сан-Педро, города, который находился в руках недавно высадившихся унитарианцев. Несмотря на то, что он дважды атаковал город, он не смог его взять. Лавалье, разгромив силы Лопеса, полковника Висенте Гонсалеса и подполковника Педро Лореа и избежав генерала Анхеля Пачеко, двинулся к Буэнос-Айресу с армией в 4000 человек, достигнув Мерло. После неудачной попытки занять Буэнос-Айрес Хуан Лавалье оказался окружен превосходящими силами противника. Намереваясь победить Лопеса, он начал быстрый марш из окрестностей Буэнос-Айреса на север, чтобы преследовать его. Однако губернатор отступил в Росарио, отдалив Лавалье от его цели.
В Росарио к нему присоединился свергнутый бывший президент Уругвая генерал Мануэль Орибе, командовавший дивизией Буэнос-Айреса с несколькими уругвайскими офицерами из Энтре-Риос, который, избежав встречи с Лавалье, встал у него в арьергарде. Там к ним присоединился генерал Анхель Пачеко с дополнительными силами Росаса. Пока Хуан Лавалье захватил и разграбил город Санта-Фе, а Хуан Пабло Лопес укрылся в форте Сан-Педро, федеральные партизаны Санта-Фе под командованием подполковника Хасинто Андраде разгромили арьергард Хуана Лавалье в Коронде и Санто-Томе.

### Смена сторон
Во время вторжения Хуана Лавалье в Буэнос-Айрес обе стороны говорили, что Хуан Пабло Лопес планирует присоединиться к нему против Хуана Мануэля де Росаса. Независимо от того, было ли это утверждение правдой или нет, Росас не доверял ему. Согласно Федеральному пакту, губернатор провинции, в которой происходили боевые действия, по должности являлся командующим федеральными силами во время военных кампаний. Однако номинально Хуан Лопес был свергнут, поэтому Росас воспользовался ситуацией, чтобы передать все федеральные армии под командование генерала Мануэлю Орибе. Это оскорбило Лопеса, который передал свои войска Хасинто Андраде и отправился в Энтре-Риос, чтобы переговорить с губернатором Паскуалем Эчагуэ. Силы Санта-Фе, способные двигаться в глубь страны, были включены в армию Мануэля Орибе.
Мануэль Орибе заставил Хуана Лавалье покинуть Санта-Фе и преследовал его до Кордовы. Вскоре после вступления в эту провинцию он разбил его в битве при Кебрачо-Эррадо, в то время как Лопес вернул себе город Санта-Фе. Значительная часть его провинциальной армии под командованием полковника Хасинто Андраде продолжила кампанию вместе с Орибе. 24 июля 1841 года Хуан Пабло Лопес был произведен в бригадные генералы армии своей провинции.
В конце 1841 года, получив известие о победе Хосе Марии Паса над Паскуалем Эчагуэ в битве при Каагуасу, он решил перейти на другую сторону. Он подписал договор о союзе с Педро Ферре, губернатором Корриентеса и врагом Росаса.
Он выбрал неудачный момент: Мануэль Орибе только что победил Лавалье, а Пачеко победил Грегорио Ламадрида, и оба уже вернулись в Кордову. Оттуда федералы двинулись на Санта-Фе, а из Буэнос-Айреса то же самое сделал полковник Мартин де Санта-Колома во главе дивизии Буэнос-Айреса. Они разгромили силы Лопеса в трех сражениях, заставив его бежать через Чако в Корриентес.
На его место губернатором был избран Паскуаль Эчагуэ, покинувший правительство Энтре-Риос после поражения при Каагуасу.

### В изгнании
Во главе небольшой дивизии Санта-Фе Хуан Пабло Лопес сражался в битве при Арройо-Гранде, закончившейся поражением. Ему пришлось бежать в Монтевидео и по приказу Хосе Мариии Паса участвовать в обороне города от войск Мануэля Орибе.
В середине 1844 года он находился в Корриентесе, где сформировал отряд изгнанников из Санта-Фе. В июне 1845 года он вторгся в Санта-Фе, пройдя через Чако, застав Паскуаля Эчагуэ врасплох, и тот был вынужден бежать в Буэнос-Айрес. Но Лопес посвятил себя мести своим врагам, не дав своей провинции возможности противостоять предсказуемой контратаке, которая произошла месяц спустя: Эчагуэ и Санта-Колома вернулись из Буэнос-Айреса, разгромив передовые силы Лопеса. Губернатор начал отступление на север, приказав войскам генерала Хуана Апостола Мартинеса прикрывать его отступление. Он был схвачен и убит, а Лопес потерпел поражение при Малабриго. Он был сослан в Бразилию.
В 1846 году Хуан Пабло Лопес вернулся в провинцию Корриентес и присоединился к армии губернатора Хоакина Мадариаги, но потерпел поражение при Вансесе от Хусто Хосе де Уркисы, что заставило его снова бежать в Бразилию.
Вскоре после этого он вернулся в Энтре-Риос для участия в кампании Уркисы против Росаса. Лидер Энтре-Риос поручил ему командование 5-й кавалерийской дивизией Энтре-Риос Великой армии (крупной союзной силой, состоящей из воинских частей из Энтре-Риос, Корриентеса, Буэнос-Айреса, Бразилии и Уругвая, а также эмигрантов-унитарианцев, которые под командованием Уркисы были сосредоточены в Дьяманте). После того, как Великая армия пересекла реку Парана, провинция Санта-Фе выступила против Росаса и свергла губернатора Паскуаля Эчагуэ. Новое правительство Санта-Фе во главе с Доминго Креспо оказало значительную поддержку недавно прибывшим войскам Великой армии и сформировало кавалерийскую дивизию численностью 2000 человек под командованием генерала Хуана Пабло Лопеса и его заместителя, полковника Сантьяго Ороньо. Дивизия Санта-Фе немедленно присоединилась к Великой армии в ее наступлении на Буэнос-Айрес. Дивизия Хуана Пабло Лопеса в своем наступлении разгромила силы майора-росиста Пруденсио Арнольда в Лома-Негра и вместе с дивизией Энтре-Риос полковника Мигеля Херонимо Галарса разгромила полковника Иларио Лагоса в Кампос-де-Альварес, а три дня спустя он возглавил кавалерийскую дивизию Энтре-Риос-Санта-Фе Великой армии в битве при Касеросе 3 февраля 1852 года.

### После Касероса
Вернувшись в Санта-Фе, он организовал революцию, чтобы захватить власть в Санта-Фе, но его собственные войска покинули его, и он был отправлен в плен в Парану. Когда ему удалось бежать, он вернулся в Санта-Фе, где в 1856 году возглавил новую революцию, свергнув губернатора Хосе Марию Каллена, что привело к федеральному вмешательству и новым выборам. При поддержке президента Уркисы Хуан Пабло Лопес был в третий раз избран губернатором провинции Санта-Фе. Он также был назначен бригадным генералом армий Аргентинской Конфедерации.
Его последнее правительство было относительно мирным и прогрессивным, но фактическим правителем был его министр Хуан Франсиско Сеги — один из авторов Национальной конституции. 13 июля 1858 года Хуан Пабло Лопес был признан бригадным генералом Аргентинской Конфедерации. В ноябре 1858 года его преемником на посту командующего стал полковник Росендо Мария Фрага, женатый на старшей дочери своего покойного брата Эстанислао. Генерал Лопес начал плести заговор в Росарио против своего бывшего соратника и преемника. 31 мая 1860 года новый президент Хусто Хосе де Уркиса приказал арестовать генерала, которого затем доставили в Парану, где он содержался под стражей в частном доме. Его сторонники опубликовали манифест, в котором обвинили губернатора в заговоре с целью его заключения в тюрьму.
Хуан Пабло Лопес участвовал в качестве командующего авангардом армии Конфедерации, состоявшим из кавалерийской дивизии Санта-Фе, в битве при Сепеде в 1859 году и в битве при Павоне в 1861 году, всегда находясь под командованием Уркисы. После поражения он укрылся в Энтре-Риос. Он вновь появился только в 1865 году в качестве командующего частью армии Энтре-Риос, отправленной на Парагвайскую войну, но она восстала. В 1870 году пожилой генерал Хуан Пабло Лопес и братья Итурраспе были превентивно задержаны по обвинению в поддержке восстания Рикардо Лопеса Хордана, которое в то время опустошало соседнюю провинцию Энтре-Риос и с которым боролась аргентинская армия. Вскоре после этого Лопес был освобожден и исчез из поля зрения общественности почти на полтора десятилетия.
Он вновь ненадолго появился в 1884 году, во время правления генерал-лейтенанта Хулио Архентино Роки, когда Национальный конгресс присвоил ему звание генерал-лейтенанта, и он подтвердил получение столь высокого отличия благодарственным письмом правительству Аргентины. Через два года он умер от пневмонии.